# Veyrac
Veyrac település Franciaországban, Haute-Vienne megyében. Lakosainak száma 2162 fő (2022. január 1.). Veyrac Peyrilhac, Oradour-sur-Glane, Saint-Gence, Saint-Victurnien és Verneuil-sur-Vienne községekkel határos.

## Népesség
A település népessége az elmúlt években az alábbi módon változott:
| Lakosok száma | 2028 | 2043 | 2077 | 2071 | 2092 | 2112 | 2132 | 2139 | 2162 |
|               | 2013 | 2015 | 2016 | 2017 | 2018 | 2019 | 2020 | 2021 | 2022 |